# Miya Kazuki
Œuvres principales
- Ascendance of a Bookworm

Miya Kazuki (香月美夜, Kazuki Miya), est une écrivaine de light novel et essayiste japonaise.

## Biographie
Elle commence à écrire en deuxième année de collège. Elle rentre ensuite à l'Université nationale après un examen. Elle arrête d'écrire quand elle commence à travailler par manque de temps mais recommence lorsque elle a plus de temps libre après son mariage et une fois que son enfant est à la crèche.
En 2013, elle commence à publier une webnovel intitulée 『本好きの下剋上』Ascendance of a Bookworm sur le site 小説家になろう Devenons un romancier.
En 2015, cette histoire est publiée sous forme de light novel par TO Books.
Entre 2015 et 2017, Miya Kazuki publie des essais dans le magazine 『みんなの図書館』 (Minna no tokoshan La bibliothèque de tout le monde).